# صموئيل د. كونينغهام
صموئيل د. كونينغهام (بالإنجليزية: Samuel D. McEnery)‏ هو محامي وقاضي وسياسي أمريكي، ولد في 28 مايو 1837 في مونرو في الولايات المتحدة، وتوفي في 28 يونيو 1910 في نيو أورلينز في الولايات المتحدة. حزبياً، نشط في الحزب الديمقراطي. وقد انتخب حاكم لويزيانا ‏ (16 أكتوبر 1881 – 20 مايو 1888) وانتخب عضو مجلس الشيوخ الأمريكي.